# 파이로
파이로(Pyro)(존 앨러다이스, John Alerdyce)는 마블 코믹스에 나오는 슈퍼빌런 캐릭터이다. 1981년 존 번과 크리스 클레어몬트에 의해 창조되어, 《언캐니 엑스맨 # 141》에 처음 등장하였다.

## 담당 배우
- 엑스맨 시리즈 - 에런 스탠퍼드